# Personnages de Grand Theft Auto IV: The Lost and Damned

Grand Theft Auto: The Lost and Damned narre principalement l'histoire d'un groupe de bikers. L'histoire croise plusieurs fois celle de GTA IV. Le joueur incarne est Johnny Klebitz, biker natif de Alderney, un petit état calqué sur le New Jersey et situé à côté de Liberty City. 
The Lost est un gang de motards (bikers) présidé par Billy Grey et Johnny Klebitz. Le club possède un grand entrepôt à Alderney ou les gens s'y retrouvent pour s'amuser, être ensemble, parler de leurs exploits. Mais depuis peu, le groupe est en guerre contre les Angels of Death. Billy est pour la guerre alors que Johnny cherche à apaiser les tensions. L'histoire du jeu narre en partie les relations entre Johnny et Billy, mais également la vie des Lost.

## Personnages majeurs

### Johnatan "Johnny" Klebitz
Johnny Klebitz 
Né en 1974 et mort en 2013 est le personnage principal de Grand Theft Auto: The Lost and Damned. C'est un biker juif, qui fait partie du groupe des Lost. Il présidait le club en attendant le retour de Billy Grey. Il rencontrera souvent Niko Bellić et effectuera des deals avec lui, sans savoir que ce dernier a tué plusieurs de ses compères. À la fin il deviendra le président du gang des Lost. Il se fera tuer dans GTA V à la suite d'une altercation avec Trevor au sujet de sa copine.

### William "Billy" Grey
Billy Grey
Né en 1971 et mort en 2008 est le chef de l'organisation de bikers The Lost. Il reprend les commandes du gang lorsqu'il sort de prison. Contrairement à Johnny, il est impulsif, violent, et veut à tout prix recommencer la guerre avec les autres gangs de bikers, que Johnny avait arrêté. Cela provoquera un conflit entre les deux personnages. À la fin il voudra balancer Johnny et les autres au FIB pour mettre en taule le gang, ce que Johnny devra éviter, pour cela il entrera dans la prison avec son gang et tuera Billy.

### James "Jimmy the Fitz" Fitzgerald
Jim Fitzgerald
Né en 1963 et mort en 2008 est un des plus vieux membres du gang des Lost et est le trésorier du gang, il est calme et responsable. C'est le seul membre du gang à mener une double de vie en étant marié et à avoir des enfants, malgré cela, il promet de rester fidèle au Lost. Il aide Johnny (qui est son ami le plus fidèle) à lui fournir des armes avant d'être tué par Niko Bellic dans le métro d'Algonquin.

### Brian "BJ" Jeremy
Brian Jeremy 
Né en 1969 et mort en 2008 est un lieutenant et secrétaire du club des Lost, loyal mais opposé au fait que Johnny soit président du club. Le joueur pourra l'épargner où le tuer. S'il est épargné, il sera tué plus tard lors d'une seconde rencontre.

## Autres protagonistes

### Niko Bellic
Niko Bellic est un immigré d'Europe de l'Est (Serbie) fraichement débarqué dans Liberty City, et qui essaye de se faire une place après avoir cru aux mensonges de son cousin Roman, venu à Liberty City il y a plus de 10 ans de cela, et qui doit payer plusieurs dettes. Il effectuera plusieurs deals avec Johnny, qui n'aboutiront pas à chaque fois.

### Luis López
Luis Lopez est un hispanique (dominicain) il est le garde du corps de Gay Tony, le patron d'une grande boite de nuit. Il fait échouer le deal du musée entre Niko et Johnny et il est impliqué dans une vieille histoire de diamants.

## Personnages secondaires

### Elizabeta Torres
Né en 1977 ,Contact de Johnny, elle et les Lost ont une longue relation amicale et commerciale. Elle organise beaucoup de deals de drogue partout dans la ville.

### Malc
Né en 1980, malgré son appartenance aux Uptown Riders (étant un petit gang de bikers bien différent de celui de Johnny), ce dernier sympathise avec lui notamment grâce à Jim et Elizabeta. Il aide à enlever Roman, et il fournit des explosifs. Le joueur peut le rencontrer plus tard dans la rue et Malc donnera des missions.

### Thomas Stubbs III
Thomas Stubbs III est un homme de la chambre des représentants des États-Unis (Congressman). Il est critiqué par les médias de la ville pour des affaires houleuses. Contact de Johnny, il est prêt à tout pour gagner en politique, comme libérer des prisonniers partisans de lui, tuer son propre oncle. Il informera Johnny des actions louches que Billy tentera.

### Ray Boccino
Né en 1976 et mort en 2008. Il enleva Jim Fitzgerald après avoir demandé des services à Johnny. Dévoré par l'ambition, hypocrite, il sera exécuté par Niko Bellic sur demande de Jimmy Pegorino lorsque celui-ci l'estima dangereux.
Voir aussi: Ray Boccino dans GTA IV

### Terrence "Terry" Thorpe
Né en 1977 et mort en 2013. Il est le Sergent d'Armes des Lost. Johnny pourra l'appeler pour obtenir des armes partout dans la ville. Terry peut également être appelé en renfort avec Clay pendant les missions principales.

### Clay Simmons
Né en 1957 et mort en 2013. Clay est le Capitaine de Route des Lost. Il peut dégoter n'importe quelle moto et l'amener partout en ville. Il peut également être appelé en renfort avec Terry pendant les missions principales.

### DeSean
Né en 1980. DeSean est le compagnon et le meilleur ami depuis toujours de Malc. Il est présent dans toutes les missions de ce dernier.

### Jason Michaels
Né en 1979 et mort en 2008. Jason est l'enforcer des Lost. Séducteur, beau-parleur, il séduira la fille de Mikhaïl Faustin ce qui déclenchera la fureur de ce dernier et enverra Niko Bellic se débarrasser de lui.

## Personnages mineurs

### Bernie Crane/Florian Cravic
Né en 1976 Bernie fait une rapide apparition pendant une mission de Grand Theft Auto: The Lost and Damned.
Voir aussi: Bernie Crane dans GTA IV

### Roman Bellic
Né en 1977 (et optionnellement mort en 2008) Roman est un immigré venu d'Europe de l'Est il y a une dizaine d'années. Il apparait brièvement dans Grand Theft Auto: The Lost and Damned lorsqu'il est enlevé par Johnny et Malc sous la demande de Dimitri Rascalov.
Voir aussi: Roman Bellic dans GTA IV

### Dimitri Rascalov
Né en 1969 et mort en 2008. Il n'a aucun lien avec la trame principale de Grand Theft Auto: The Lost and Damned, si ce n'est ce qu'il demandera un service aux Lost.
Voir aussi: Dimitri Rascalov dans GTA IV

### Playboy X
Né en 1983 (et optionnellement mort en 2008). Playboy X accompagne Niko Bellic lors d'un trafic de drogue avec Johnny et fait une rapide apparition lors de la fête d'Elizabeta.
Voir aussi: Playboy X dans GTA IV